# НЛО инцидент у Шаг Харбоуру
НЛО инцидент у Шаг Харбоуру је назив за догађај који се десио 4. октобра 1967. у близини малог села Шаг Харбоур у канадској покрајни Новој Шкотској.

## Догађај
У ноћи 4. октобра 1967. око 11 сати увече, објављено је како се нешто срушило у залив Мејн близи Шаг Харбоура. Најмање 11 људи је видело летећи објекат како пада у залив. Доста је људи чуло експлозију која се десила када је објекат пао у воду. Никада није потврђено шта је то заправо пало у залив.

## Потрага
Одмах следећег дана влада је послала рониоце да истраже шта је то пало у залив. Много је људи било присутно на обали када су тражили остатке летелице. Постоје и видео записи на којима се виде рониоци. На неколико видеа се види како рониоци извлаче металне предмете из воде. Влада која је послала рониоце није ништа рекла о томе. Доста људи мисли како су рониоци пронашли делове НЛО-а, али да их влада скрива. На документима који су направљени за овај случај три пута је написана и подвучена реч НЛО. Многи мисле да је то доказ да су пронашли НЛО.